# Christophe Lechevallier
Pour les articles homonymes, voir Lechevallier.
Christophe Lechevallier, né le 15 juillet 1965 à Caen (France), est un footballeur français qui évoluait au poste de gardien de but.

## Biographie
Gardien de but formé à l'Union sportive normande, un club basé à Mondeville près sa ville natale Caen, Lechevallier arrive au FC Rouen en 1984. Il en devient le gardien de but titulaire à partir de la saison 1986-1987, alors que le club vient de tomber en troisième division. Malgré la remontée immédiate, il est supplanté la saison suivante par Jean-Claude Hagenbach, nouvellement recruté, à qui il reprend la place un an plus tard. Il enchaîne alors cinq saisons pleines, qui paraissent devoir mener le club en D1.
Le 30 mars 1993, alors que son club, en tête de la D2, reçoit l'Olympique de Marseille en Coupe de France, il se blesse grièvement à un genou, imité quelques minutes plus tard par son remplaçant Fabrice Bruneau... Le FCR est éliminé mais surtout perd sa course à la remontée. Ce match marque la chute du club. Quand le gardien fait son retour quatorze mois plus tard, le FC Rouen est tombé en National, avant de déposer le bilan quelques mois plus tard. Lechevallier arrête sa carrière professionnelle et part jouer pour l'US Louviers, en Division d'honneur.